# Шагова
Шагова́ — село в Україні, у Берездівській сільській громаді Шепетівського району Хмельницької області. Населення становить 107 осіб.

## Історія
Село засноване село в 30-ті роки 20 століття в часи масової колективізації. В ту пору селянам давали нові земельні наділи, а оскільки землі були за декілька кілометрів від центральної садиби, то селяни й самі почали там заселятись. Першим поселенцем був Мартин Любарський. В цілому до війни сюди переселилося 30 сімей. Під час Другої світової війни до лав червоної армії було призвано 25 чоловік, 16 з них загинули.
В свій час село підпорядковувалось і Киликиївській, і Піддубецькій сільським радам. Та ось уже понад двадцять років належало до Печиводської сільської ради. З 2015 року підпорядковується Берездівській сільській громаді.
12 червня 2020 року, відповідно до розпорядження Кабінету Міністрів України № 727-р «Про визначення адміністративних центрів та затвердження територій територіальних громад Хмельницької області», увійшло до складу Берездівської сільської громади.
19 липня 2020 року, в результаті адміністративно-територіальної реформи та ліквідації Славутського району, село увійшло до складу Шепетівського району.

## Населення
Згідно з переписом УРСР 1989 року чисельність наявного населення села становила 113 осіб, з яких 54 чоловіки та 59 жінок.
За переписом населення України 2001 року в селі мешкало 107 осіб. 100 % населення вказало своєю рідною мовою українську мову.

## Символіка
Затверджена 16 вересня 2015 року рішенням №2 LV сесії сільської ради VI скликання.

### Герб
На зеленому щиті підвищена і понижена срібні нитяні балки, між якими на золотих листках червона квітка з золотою серединкою, покладена між двома срібними гілками папороті. Щит вписаний у декоративний картуш і увінчаний золотою сільською короною. Унизу картуша напис "ШАГОВА".
Дві балки - знак двох основних вулиць села. Легендарна квітка папороті - знак купальського свята, що проводиться в селі, один з найвідоміших символів України. Корона означає статус населеного пункту.

### Прапор
Квадратне полотнище складається з п'яти горизонтальних смуг - зеленої, білої, зеленої, білої і зеленої - у співвідношенні 1:1:8:1:1. В центрі полотнища на жовтих листках червона квітка з жовтою серединкою.

## Сьогодення
Станом на 2011 рік у селі Шагова нараховувалося 27 дворогосподарств, в яких проживали 96 чоловік, з них — 10 дітей дошкільного віку, 14 школярів, 24 пенсіонери.